# Бурхан, Евгений Юрьевич
Евгений Юрьевич Бурхан (укр. Євген Юрійович Бурхан; род. 27 мая 1971, Запорожье) — советский и украинский футболист, игравший на позиции нападающего.

## Биография
Воспитанник запорожского футбола, первый тренер — Виктор Лейнер. Начал футбольную карьеру в 1988 году в винницкой «Ниве». В 1990 году вернулся в родное Запорожье, став игроком местного «Торпедо», а в следующем году — «Металлурга», где выступал только за дублирующий состав.
Первый чемпионат независимой Украины провёл в составе александрийской «Полиграфтехники». В конце 1992 года снова перешёл в запорожское «Торпедо», в составе которого 15 ноября 1992 года дебютировал в Высшей лиге, выйдя в стартовом составе в домашнем матче против кременчугского «Кремня». В первом же матче отличился голом, принесшим его команде ничью. Тем не менее в течение дальнейших нескольких лет не смог закрепиться в составе ряда клубов, демонстрируя крайне низкую, как для форварда результативность. В 1995 году принял предложение Александра Ищенко и перешёл в кировоградскую «Звезду-НИБАС». В дебютном сезоне в составе команды забил 5 голов и стал победителем Первой лиги чемпионата Украины. В дальнейшем отыграл 2 сезона за «Звезду» в Высшей лиге. В 1997 году, вместе с Ищенко и рядом игроков «Звезды» (Руснак, Макогон, Сивуха, Соболь, Фёдоров) перешёл в винницкую «Ниву», выступавшую в первой лиге. В составе винничан провёл полтора года, после чего, транзитом через «Черкассы», вернулся в «Звезду», где, однако, заиграть на прежнем уровне не сумел. В 2000 году, в составе никопольского «Металлурга» провёл последний матч на профессиональном уровне.
По завершении выступлений играл за любительский «ЗАлК» из Запорожья. Позже работал в Ирландии

## Стиль игры
Выступал на позиции правого вингера, мог сыграть в амплуа правого полузащитника. Выступая в «Звезде» отличался быстрыми фланговыми проходами с нацеленной передачей в центр штрафной и игрой на подборах.

## Достижения
- Победитель Первой лиги чемпионата Украины: 1994/1995

## Семья
Брат — Кирилл Бурхан — также профессиональный футболист, выступавший преимущественно в запорожских клубах.